# 후쿠시마번
후쿠시마 번(일본어: 福島藩 후쿠시마한[*])은 지금의 후쿠시마현 후쿠시마시에 해당하는 무쓰노쿠니 시노부 군(信夫郡)에 있었던 일본 에도 시대의 번이다. 번청은 지금의 후쿠시마 현 청사 내에 있었던 후쿠시마 성이다.

## 번의 역사
본래 후쿠시마 성은 센고쿠 다이묘 다테 하루무네가 아들 다테 데루무네와의 가문 계승 문제로 다투다가 패하고 은거 생활을 하게 된 이래로 다테 가문의 지성(支城) 역할을 했다. 가사이-오사키 잇키 이후에 다테 마사무네가 옛 가사이-오사키 영지로 전봉되었을 때, 가사이-오사키 영주였던 기무라 요시키요가 후쿠시마 성주 가모 우지사토의 대행으로 후쿠시마 성에 부임하였다. 요시키요는 새로 후쿠시마 성과 조카마치를 건설하였다. 그 후, 요시키요는 다시 다이묘로 임명되었으나 이내 병사하였고, 가모 가문도 전봉됨에 따라 우에스기 가게카쓰가 후쿠시마 성으로 들어왔고, 스이바라 지카노리, 혼조 시게나가 등이 성주 대행으로 임명되었다. 세키가하라 전투 이후 우에스기도 영지 삭감을 당하고 후쿠시마 성을 몰수당하였고, 후쿠시마 일대는 당분간 막부의 치하에 놓이게 되었다.
막부는 1679년, 후쿠시마 성 일대 15만 석 영지를 혼다 다다쿠니에게 주었고, 다다쿠니는 1682년 히메지번으로 옮겨갈 때까지 번주로 재임하였다. 그 후, 1686년 7월에 홋타 마사나카가 야마가타번으로부터 후쿠시마 번으로 옮겨왔는데, 이는 마사나카의 아버지가 암살된 데에 대한 징벌적인 전봉이었다. 당시 고쿠다카는 10만 석이었다. 마사나카의 동생인 2대 번주 홋타 마사토라는 1700년, 야마가타 번(고쿠다카 10만 석)으로 다시 이봉되었다.
1702년에는 이타쿠라 시게히로가 시나노국 사카키 번으로부터 후쿠시마 번으로 이봉되었다. 당시 고쿠다카는 3만 석으로, 무쓰국 시노부 군(지금의 후쿠시마현 후쿠시마시), 다테군(伊達郡), 가즈사국 야마베 군, 미카와노쿠니 하즈 군 등지에 영지가 분포되어 있었다. 이후 이타쿠라씨는 12대에 걸쳐 이곳을 지배하였다. 1869년에 이타쿠라 가쓰사토가 미카와국 시게하라번으로 전봉되면서 번은 폐지되었다.

## 역대 번주
혼다 가문
- 혼다 다다쿠니(本多忠国) 재위 1679년 ~ 1682년

홋타 가문
1. 홋타 마사나카(堀田正仲) 재위 1686년 ~ 1694년
2. 홋타 마사토라(堀田正虎) 재위 1694년 ~ 1700년

이타쿠라 가문
1. 이타쿠라 시게히로(板倉重寛) 재위 1702년 ~ 1717년
2. 이타쿠라 시게야스(板倉重泰) 재위 1717년 ~ 1718년
3. 이타쿠라 가쓰사토(板倉勝里) 재위 1718년 ~ 1743년
4. 이타쿠라 가쓰쓰구(板倉勝承) 재위 1743년 ~ 1765년
5. 이타쿠라 가쓰토(板倉勝任) 재위 1765년 ~ 1766년
6. 이타쿠라 가쓰유키(板倉勝行) 재위 1766년 ~ 1773년
7. 이타쿠라 가쓰노리(板倉勝矩) 재위 1773년 ~ 1776년
8. 이타쿠라 가쓰나가(板倉勝長) 재위 1776년 ~ 1815년
9. 이타쿠라 가쓰토시(板倉勝俊) 재위 1815년 ~ 1834년
10. 이타쿠라 가쓰아키(板倉勝顕) 재위 1834년 ~ 1866년
11. 이타쿠라 가쓰미(板倉勝己) 재위 1866년 ~ 1868년
12. 이타쿠라 가쓰사토(板倉勝達) 재위 1868년 ~ 1869년

## 같이 보기
- 나카도리